# Хара-Алданский наслег
Хара-Алданский наслег — сельское поселение в Таттинском улусе Якутии Российской Федерации.
Административный центр — село Хара-Алдан.
Расположено на левом берегу реки Алдан, в 140 км к северу от райцентра села Ытык-Кюёль. Основано в 1930 году. Основные производства – мясо-молочное скотоводство, мясное табунное коневодство. В селе – Дом культуры, средняя общеобразовательная школа, учреждения здравоохранения и торговли. 

## История
В селе была центральная усадьба агрофирмы имени П. Алексеева.
Статус и границы сельского поселения установлены Законом Республики Саха (Якутия) от 30 ноября 2004 года N 173-З N 353-III «Об установлении границ и о наделении статусом городского и сельского поселений муниципальных образований Республики Саха (Якутия)».

## Население
| 2002 | 2010 | 2011 | 2012 | 2013 | 2014 | 2015 |
| ---- | ---- | ---- | ---- | ---- | ---- | ---- |
| 337  | ↘322 | →322 | ↘311 | ↘304 | ↘296 | ↘292 |
| 2016 | 2017 | 2018 | 2019 | 2020 | 2021 |      |
| →292 | ↘288 | →288 | ↘287 | ↘283 | ↘277 |      |

## Состав сельского поселения
| № | Населённый пункт | Тип населённого пункта       | Население |
| - | ---------------- | ---------------------------- | --------- |
| 1 | Хара-Алдан       | село, административный центр | ↘277      |